# Сентрал-Дезерт (графство)
Сентрал-Дезерт (англ. Central Desert Shire) — район местного самоуправления (графство) Северной территории, Австралия. Столица графства — город Алис-Спрингс, который не входит в состав графства. Графство занимает площадь в 282 090 км². Население графства 4743 человека (2009).

## История
В октябре 2006 года правительство Северной Территории объявило о реформе местного правительства. Цель реформы заключалась в том, чтобы улучшить и расширить предоставление услуг в населённых пунктах по всей Северной территории путём создания одиннадцати новых графств. Графство Сентрал-Дезерт было образовано 1 июля 2008 года. Выборы в графстве состоялись 25 октября 2008 года. Нынешний мэр — Норберт Джапминжипа Патрик. Графство Сентрал-Дезерт было объединено из следующих графств:
- Анматжере
- Арлтарлпилта
- Ладжамани
- Уендуми

## Палаты
Совет графства Сентрал-Дезерт разделён на четыре отделения, которые регулируются 12 советниками через 4 палаты:
- Нортерн Танами (2)
- Соунтерн Танами (4)
- Анмантжери (3)
- Акитуарре (1)

## Города
Города с населением по данным переписи 2006 года:
- Атитджере (247)
- Ладжамани (669)
- Нуиррипи (251)
- Ти-Три (153)
- Вилловра (272)
- Уелами (215)
- Уендуму (686)